# Полковниченко, Алла Константиновна
Алла Константиновна Полковниченко (род. 21 апреля 1986 года, Таганрог, Ростовская область, РСФСР, СССР) — российский художник, член-корреспондент РАХ (2023).

## Биография
Родилась 21 апреля 1986 года в Таганроге Ростовской области, живёт и работает в Москве.
В 2013 году — окончила факультет живописи Московского государственного академического художественного института имени В. И. Сурикова, мастерская Валентина Михайловича Сидорова, в 2019 году — окончила творческую мастерскую живописи Российской академии художеств.
С 2013 года — член Московского Союза художников, с 2015 года — член Союза художников России, с 2021 года — член Творческого союза художников России, с 2023 года — член Московской областной общественной организации «Союз художников».
С 2022 года — преподаватель Абрамцевского филиала Российского государственного художественно-промышленного университета имени С. Г. Строганова, и с 2023 года — преподаватель Московского академического художественного училища.
С 2013 года — член информационной комиссии Товарищества живописцев Московского Союза художников, и с 2024 года — член живописной комиссии Союза художников России.
В 2023 году — избрана членом-корреспондентом Российской академии художеств от Отделения дизайна.

## Творческая деятельность
Основные произведения, в том числе: «Город золотой» (2016, холст, масло, 170*130), «Дождливый день в Сухуми» (2017, холст, масло, 100*100), «Семь быков» (2018, холст, масло, 142*199,5), «Город М» (2019, холст, масло, 90*120), «С крыши мира» (2019, холст, масло 110*120), «Рынок в Стамбуле» (2019, холст, масло, 80*80), «Чайки в Порто» (2020, холст, масло, 36*190), «Пушкар. Под тентами» (2022, холст, масло, 130*70), «Не прислоняться» (2023, холст, масло, 100*200), «Сказки НУРа» (2024, холст, масло, 120*120).
Произведения находятся в собраниях Калужского музея изобразительных искусств, Серпуховского художественно-исторического музея, Вятского художественного музея имени В. М. и А. М. Васнецовых (Киров), Севастопольского художественного музея имени М. П. Крошицкого, Липецкого областного художественного музея, Новокузнецкого художественного музея, Коломенской картинной галереи «Дом Озерова», Народного музея Московского метрополитена, Народной картинной галереи поселка Солнечный (Тверская область).
Постоянный участник передвижных выставочных проектов, среди которых «Русская провинция» (с 2014), «Живописная Россия» (с 2017), «О, Гавана! Транзит» (с 2019), «В стране изумрудного Будды» (с 2021), «Ожерелье экватора» (с 2021), «Лик Бхараты или Я нашел тебя, моя Индия» (с 2024). Персональные выставки: «Времена года» в Государственном музее-заповеднике «Ростовский кремль» (2012); «Вокруг» в галерее «На чистых прудах» при Деловом центре Торгово-промышленной палаты РФ (Москва, 2014); «Будни» в Тверском городском музейно-выставочном центре (2016); «Вид из моего окна» в залах юридического факультета МГУ имени М. В. Ломоносова (2018); «Вдали от гула» в Арт-центре «Makaronka» (Ростов-на-Дону, 2018); «Колесо обозрения» в Художественной галерее им. В. Коробкова (Лобня, 2019); «Пересечь экватор» в галерее современного искусства «АРТмуза» (Санкт-Петербург, 2024).
Куратор выставочных проектов «Связь поколений» Государственного музейно-выставочного центра «РОСИЗО» и Союза художников России, прошедших в Ростове, Москве, Изборске, Рязани в 2024 году.

## Награды
Награды РАХ
- Медаль «За успехи в учёбе» РАХ (2012)
- Диплом РАХ "За художественные произведения, представленные на передвижной Всероссийской выставке «Живописная Россия»" (2017)
- Почётная грамота РАХ «За высокополезные труды на благо культуры и искусства России и за значительные заслуги перед Российской академией художеств» (2020)
- Медаль РАХ «От Яранска до Юга России» «за организацию и участие в Академическом пленэре «От Яранска до Юга России» в г. Севастополе» (2021)
- Серебряная медаль РАХ «За участие в проекте «Живописные полотна в дизайне интерьера» и создание серии городских пейзажей» (2022)